# Bielawa
Bielawa (alemán: Langenbielau) es un municipio urbano y una localidad del distrito de Dzierżoniów, en el voivodato de Baja Silesia (Polonia). Se encuentra en el suroeste del país, a unos 67 km de Breslavia, la capital del voivodato. En 2011, según la Oficina Central de Estadística polaca, Bielawa tenía una población de 30 775 habitantes.

## Hermanamientos
Bielawa está hermanada con:
- Chatham-Kent (Canadá);[2]
- Hronov (República Checa);[3]
- Kostelec nad Orlicí (República Checa)[4]
- Lingen (Alemania).[5]